# Ervy-le-Châtel
Ervy-le-Châtel är en kommun i departementet Aube i regionen Grand Est (tidigare regionen Champagne-Ardenne) i nordöstra Frankrike. Kommunen ligger  i kantonen Ervy-le-Châtel som ligger i arrondissementet Troyes. År 2022 hade Ervy-le-Châtel 1 108 invånare.

## Befolkningsutveckling
Antalet invånare i kommunen Ervy-le-Châtel
Referens: INSEE

## Galleri

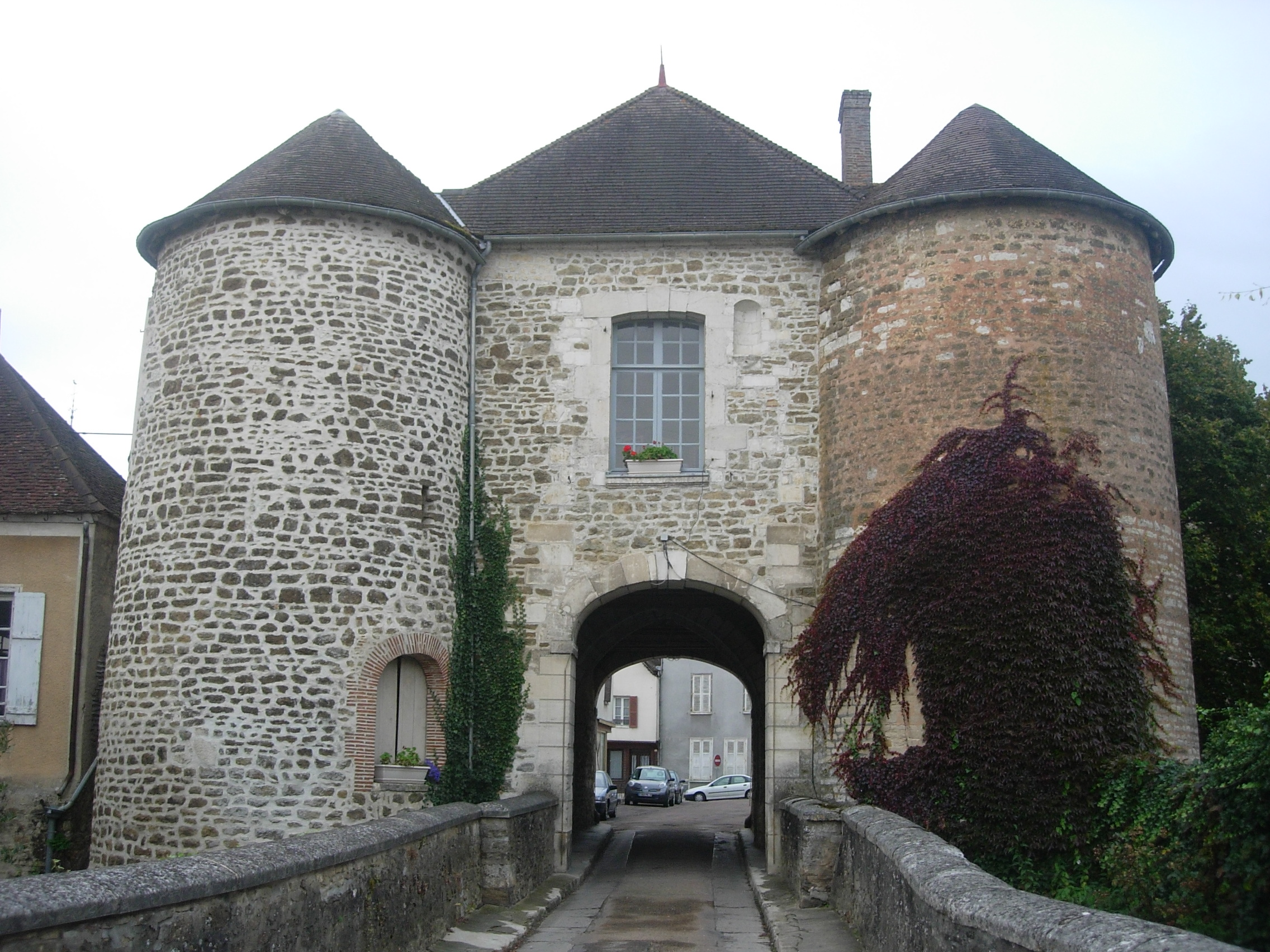
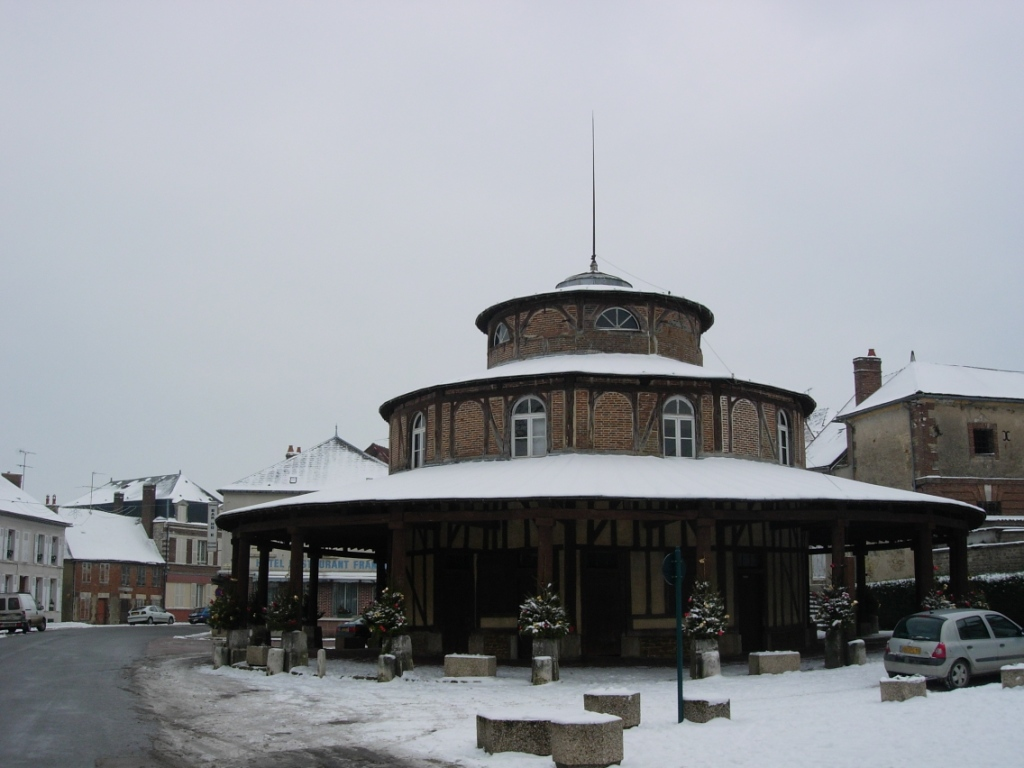
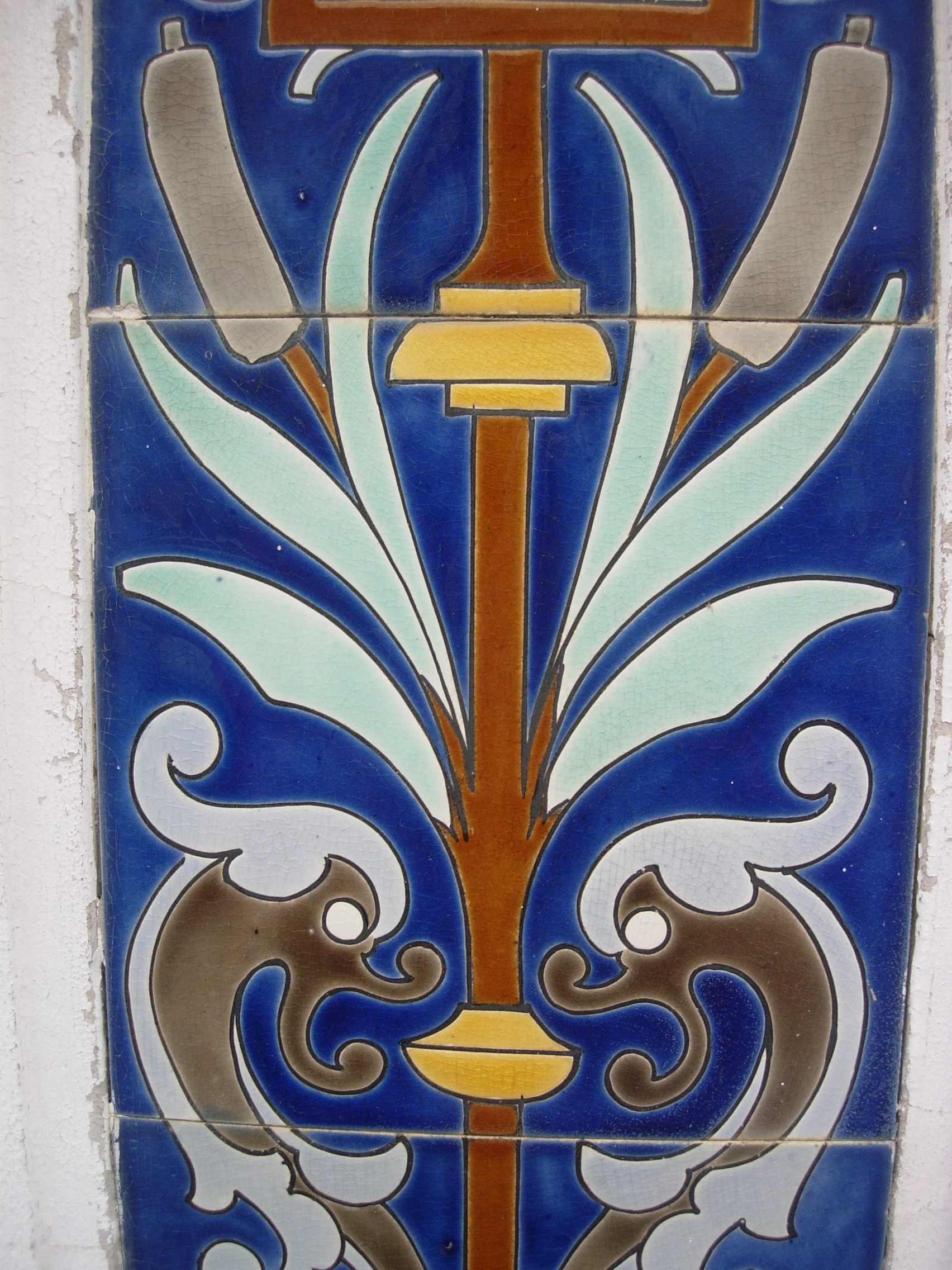